# Clinton Thomas Dent
Pour les articles homonymes, voir Dent (homonymie).
Ne doit pas être confondu avec Thomas Dent.
Clinton Thomas Dent, né le 7 décembre 1850 à Sandgate et mort le 26 août 1912 à Londres, est un chirurgien, écrivain, alpiniste et explorateur britannique, auteur de la première ascension du Grand Dru en 1878.

## Biographie
Clinton Thomas Dent, né le 7 décembre 1850 à Sandgate, commence ses activités alpines au cours de l'été 1865. Il poursuit patiemment son initiation au rythme de ses vacances estivales entièrement consacrées à la montagne, avant de s'aventurer au sommet de grandes montagnes par les voies classiques : Cervin, Schreckhorn, mont Rose, etc. Pour ses ascensions, il fait dès le début appel à Alexander Burgener comme guide attitré.
Le 9 avril 1872, il est admis au sein de l'Alpine Club dont il devient président de 1887 à 1889.
C'est en 1873 que débute la longue série des tentatives d'ascension des Drus. Les premiers essais ont comme objectif le Petit Dru, les 18 août et 21 août 1873, sans résultat. C'est à la dix-neuvième tentative dans les Drus qu'il réussit l'ascension du Grand Dru par le versant sud-est, le 12 septembre 1878. 
L'année 1879 marque la fin de la carrière proprement alpine de Dent, qui se consacre ensuite à l'exploration du Caucase de 1886 à 1895 ; il effectue ainsi la première tentative d'ascension du Dykh-Tau en 1886.
De 1892 à 1894, il anime une commission spécialisée sur le problème des signaux de détresse. Il se préoccupe aussi du perfectionnement des techniques d'alpinisme.

## Premières ascensions

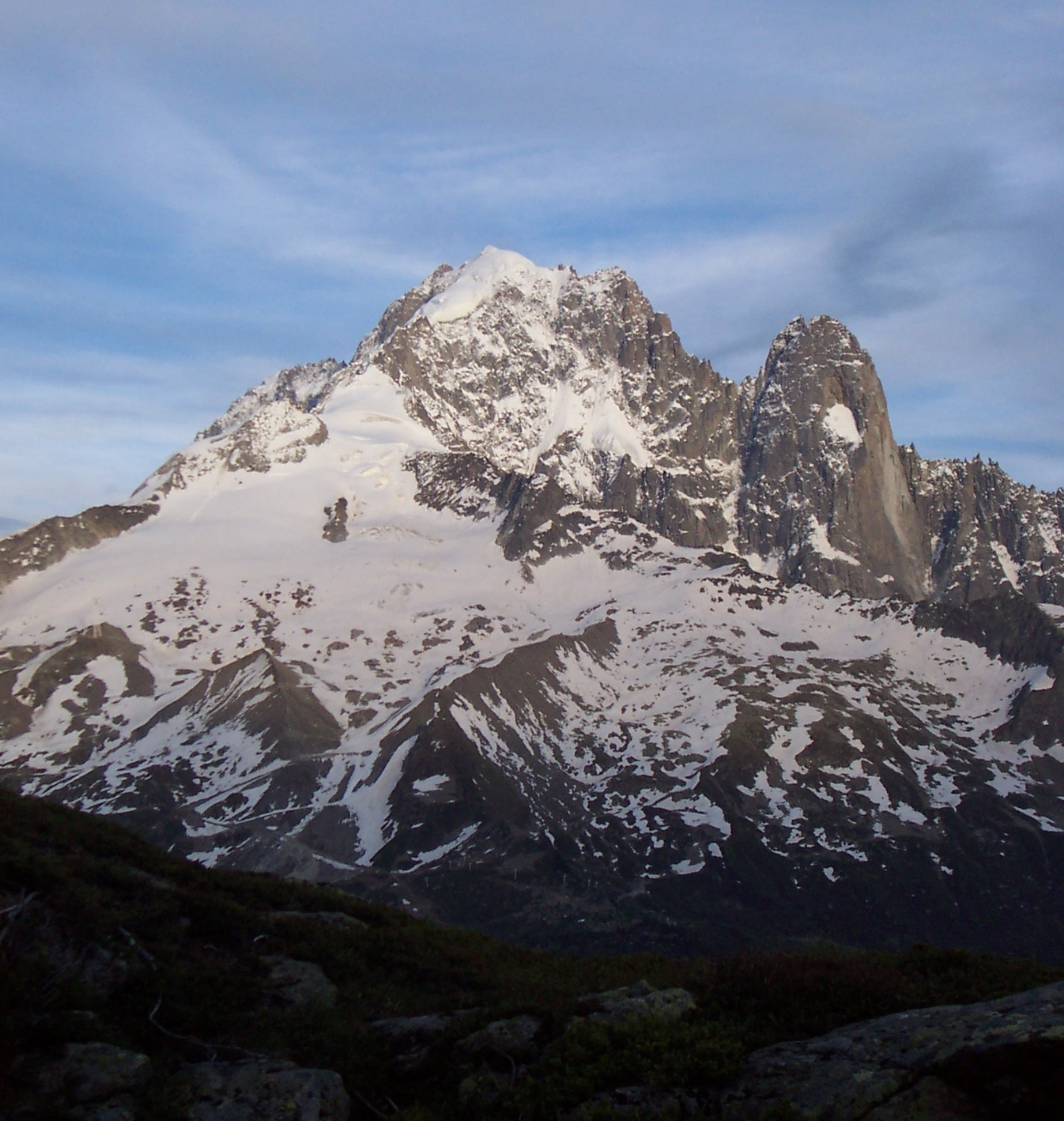
L'aiguille Verte (centre) et les Drus (à droite)

- 1870 - Suldenspitze (4 300 mètres) avec Alexandre Burgener.
- 5 septembre 1872 - arête sud-est du Zinalrothorn avec G.A. Passingham et les guides Alexander Burgener,  Franz Andenmatten et Ferdinand Imseng.
- 12 septembre 1878 - versant sud-est du Grand Dru avec  et J. Walker Hartley et les guides Alexander Burgener et Kaspar Maurer.
- 25 juillet 1878 - versant est du Bietschhorn avec J.O. Maund et les guides Johann Jaun et Andreas Maurer.
- 1879 - face nord-ouest (versant de Chamonix) de l'aiguille du Midi avec J.O. Maund et les guides Johann Jaun et Andreas Maurer., par une voie haute de 1 000 mètres.

## Activité au sein de l'Alpine Club
Membre de l'Alpine Club à partir de 1872, il est en secrétaire (1878-1880), vice-président (1884-1886) puis président (1887-1889).

## Écrits
- Un grand nombre d'articles dans l'Alpine Journal
- Above the Snow Line (1885)
- Mountaineering, coauteur (1892)